# 立宪颂
立宪颂（葡萄牙語：Hino da Carta），是前葡萄牙王國的國歌，該國歌自1834年5月開始啟用至1910年10月5日。